# Lista 72 nazwisk na wieży Eiffla
Lista 72 nazwisk na wieży Eiffla – lista siedemdziesięciu dwóch nazwisk naukowców, inżynierów i przemysłowców, wyryta z inicjatywy Gustawa Eiffela pod pierwszym balkonem wieży Eiffla we wszystkich czterech jej częściach.
Na liście nie znajduje się żadna kobieta. Co najmniej 34 osoby uwiecznione na liście reprezentują kierunki techniczne. Większość z wymienionych osób było członkami Francuskiej Akademii Nauk. Poza Lagrange'em, który był Włochem, i pochodzącym ze Szwajcarii Sturmem wszyscy wymienieni są Francuzami.
Lista została zamalowana na początku XX wieku i odsłonięta w latach 1986–1987 za sprawą Société Nouvelle d’exploitation de la Tour Eiffel (SNTE) – firmy opiekującej się wieżą.

## Lokalizacja

### Strona południowo-zachodnia
| Nazwisko na wieży | Nazwisko i imię                | Zawód                             | Położenie | Osiągnięcia | Portret |
| ----------------- | ------------------------------ | --------------------------------- | --------- | --- | ------- |
| Jamin             | Jules Célestin Jamin           | fizyk                             | SW01      | Prace z dziedziny optyki |         |
| Gay-Lussac        | Joseph Gay-Lussac              | chemik                            | SW02      | Jedno z praw rozszerzania się gazów, zbadanie składu chemicznego wody, stwierdzenie że jod jest pierwiastkiem, chemia przemysłowa |         |
| Fizeau            | Armand Fizeau                  | fizyk                             | SW03      | Pomiar prędkości światła, efekt Dopplera dla światła                                                                              |         |
| Schneider         | Eugène Schneider               | przemysłowiec                     | SW04      | Huta w Le Creusot |         |
| Le Chatelier      | Louis Le Chatelier             | inżynier chemik, przemysłowiec    | SW05      | Metoda uzyskiwania glinu z rudy                                                                                                   |         |
| Berthier          | Pierre Berthier                | mineralog                         | SW06      | Studia nad użytecznością minerałów                                                                                                |         |
| Barral            | Jean-Augustin Barral           | inżynier rolnictwa, chemik, fizyk | SW07      | Popularyzacja wiedzy, odkrycie nikotyny                                                                                           |         |
| De Dion           | Henri de Dion                  | inżynier                          | SW08      | Wykorzystanie metali w budownictwie                                                                                               |         |
| Goüin             | Ernest Goüin                   | inżynier, przemysłowiec           | SW09      | Produkcja lokomotyw |         |
| Jousselin         | Louis Didier Jousselin         | inżynier                          | SW10      | Prace nad mostami i kanałami |         |
| Broca             | Paul Pierre Broca              | chirurg, antropolog               | SW11      | Odkrycie "ośrodka mowy" w mózgu                                                                                                   |         |
| Becquerel         | Antoine César Becquerel        | fizyk                             | SW12      | Prace nad ogniwami prądu stałego i bateriami                                                                                      |         |
| Coriolis          | Gaspard-Gustave Coriolis       | inżynier, naukowiec               | SW13      | Wprowadził pojęcie pracy i energii kinetycznej w mechanice; efekt Coriolisa                                                       |         |
| Cail              | Jean-François Cail             | przemysłowiec                     | SW14      | Konstrukcja lokomotyw |         |
| Triger            | Jacques Triger                 | inżynier                          | SW15      | Mapy geologiczne, wynalazca techniki kesonowej                                                                                    |         |
| Giffard           | Henri Jules Giffard            | inżynier                          | SW16      | Balon sterowny |         |
| Perrier           | François Perrier               | geograf, inżynier, matematyk      | SW17      | Prace nad triangulacją, geodezja                                                                                                  |         |
| Sturm             | Jacques Charles François Sturm | matematyk                         | SW18      | Określenie prędkości dźwięku w wodzie                                                                                             |         |

### Strona południowo-wschodnia
| Nazwisko na wieży | Nazwisko i imię               | Zawód                   | Położenie | Osiągnięcia                                                                                              | Portret |
| ----------------- | ----------------------------- | ----------------------- | --------- | --- | ------- |
| Cauchy            | Augustin Louis Cauchy         | matematyk               | SE01      | Duży wkład w różne dziedziny matematyki, jeden z twórców podstaw analizy matematycznej                   |         |
| Belgrand          | Eugène Belgrand               | inżynier                | SE02      | Konstrukcja paryskich ścieków i kanałów podziemnych                                                      |         |
| Regnault          | Henri Victor Regnault         | chemik, inżynier, fizyk | SE03      | Studia nad właściwościami termicznymi gazów                                                              |         |
| Fresnel           | Augustin Jean Fresnel         | fizyk                   | SE04      | Jeden z twórców falowej teorii światła. Prace nad soczewkami i latarniami morskimi, Soczewka Fresnela    |         |
| De Prony          | Gaspard Marie Riche de Prony  | inżynier                | SE05      | Opracowanie tablic logarytmicznych                                                                       |         |
| Vicat             | Louis Vicat                   | inżynier                | SE06      | Opracowanie technologii cementu portlandzkiego                                                           |         |
| Ebelmen           | Jacques Joseph Ebelmen        | chemik                  | SE07      | Praca nad sztucznymi kamieniami szlachetnymi                                                             |         |
| Coulomb           | Charles Coulomb               | fizyk                   | SE08      | Badania elektryczności i magnetyzmu, prawo Coulomba                                                      |         |
| Poinsot           | Louis Poinsot                 | matematyk               | SE09      | Badania z zakresu mechaniki; wprowadził pojęcie momentu pędu                                             |         |
| Foucault          | Jean Bernard Léon Foucault    | fizyk                   | SE10      | Odkrycie prądów wirowych, badania optyczne, pomiary prędkości światła                                    |         |
| Delaunay          | Charles-Eugène Delaunay       | astronom                | SE11      | Badania z zakresu mechaniki księżyca, geometrii różniczkowej                                             |         |
| Morin             | Arthur Morin                  | matematyk, fizyk        | SE12      | Badania z zakresu ergonomii, prace nad wydajnością maszyn                                                |         |
| Haüy              | René-Just Haüy                | mineralog               | SE13      | Sformułowanie teorii struktury kryształu                                                                 |         |
| Combes            | Charles Combes                | inżynier metalurg       | SE14      | Zastosowanie termodynamiki w maszynach                                                                   |         |
| Thénard           | Louis Jacques Thénard         | chemik                  | SE15      | Wynalazca wody utlenionej, badania nad właściwościami siarki                                             |         |
| Arago             | Dominique François Jean Arago | astronom, fizyk         | SE16      | Jeden z twórców falowej teorii światła; prace nad polaryzacją światła                                    |         |
| Poisson           | Siméon Denis Poisson          | matematyk, fizyk        | SE17      | Badania nad przyciąganiem się planet, elektrycznością i magnetyzmem; równanie Poissona; rozkład Poissona |         |
| Monge             | Gaspard Monge                 | matematyk               | SE18      | Prace z zakresu geometrii opisowej                                                                       |         |

### Strona północno-zachodnia
| Nazwisko na wieży | Nazwisko i imię                     | Zawód                      | Położenie | Osiągnięcia | Portret |
| ----------------- | ----------------------------------- | -------------------------- | --------- | --- | ------- |
| Seguin            | Marc Seguin                         | inżynier                   | NW01      | Konstrukcja mostów wiszących, wynalazca silnika parowego                                                                                    |         |
| Lalande           | Joseph Jérôme Lefrançais de Lalande | astronom                   | NW02      | Prace z dziedziny hydrologii i astronomii                                                                                                   |         |
| Tresca            | Henri Tresca                        | inżynier mechanik          | NW03      | Badanie wytrzymałości materiałów, budowa wzorca metra                                                                                       |         |
| Poncelet          | Jean-Victor Poncelet                | matematyk                  | NW04      | Twórca geometrii rzutowej |         |
| Bresse            | Jacques Antoine Charles Bresse      | inżynier                   | NW05      | Obliczenia konstrukcji mostów i kolei |         |
| Lagrange          | Joseph Louis Lagrange               | matematyk, fizyk-teoretyk  | NW06      | Jeden z twórców teoretycznej mechaniki klasycznej. Duży wkład do różnych dziedzin matematyki. Opracowanie systemu metrycznego               |         |
| Belanger          | Jean Baptiste Charles Belanger      | matematyk, inżynier        | NW07      | Prace z dziedziny hydrauliki i hydrodynamiki                                                                                                |         |
| Cuvier            | Georges Cuvier                      | przyrodnik                 | NW08      | Wynalazca anatomii porównawczej zwierząt |         |
| Laplace           | Pierre Simon de Laplace             | matematyk, fizyk, astronom | NW09      | Duży wkład do różnych dziedzin matematyki. Pojęcie potencjału, jeden z twórców klasycznej mechaniki teoretycznej. Prace nad mechaniką nieba |         |
| Dulong            | Pierre Louis Dulong                 | fizyk, chemik              | NW10      | Badania właściwości gazów |         |
| Chasles           | Michel Chasles                      | matematyk                  | NW11      | Sformułowanie teorii przecięć stożkowych |         |
| Lavoisier         | Antoine Lavoisier                   | chemik                     | NW12      | Odkrywca tlenu, "ojciec" współczesnej chemii                                                                                                |         |
| Ampere            | André Ampère                        | matematyk, inżynier, fizyk | NW13      | Sformułowanie teorii elektromagnetyzmu |         |
| Chevreul          | Michel Eugène Chevreul              | chemik                     | NW14      | Prace nad saponifikacją, badania kwasów tłuszczowych                                                                                        |         |
| Flachat           | Eugène Flachat                      | inżynier                   | NW15      | Konstruktor pierwszych linii kolejowych i dworców                                                                                           |         |
| Navier            | Claude-Louis Marie Henri Navier     | matematyk                  | NW16      | Praca nad równaniami mechaniki płynów |         |
| Legendre          | Adrien-Marie Legendre               | matematyk                  | NW17      | Duży wkład do różnych dziedzin matematyki; opracowanie metody najmniejszych kwadratów                                                       |         |
| Chaptal           | Jean-Antoine Chaptal                | inżynier rolnictwa, chemik | NW18      | Opracowanie technologii produkcji wina |         |

### Strona północno-wschodnia
| Nazwisko na wieży | Nazwisko i imię                  | Zawód                      | Położenie | Osiągnięcia                                                                                             | Portret |
| ----------------- | -------------------------------- | -------------------------- | --------- | --- | ------- |
| Petiet            | Jules Petiet                     | inżynier                   | NE01      | Konstruktor pierwszych linii kolejowych                                                                 |         |
| Daguerre          | Louis Jacques Daguerre           | artysta, inżynier chemik   | NE02      | Współwynalazca fotografii, dagerotyp                                                                    |         |
| Wurtz             | Charles Adolphe Wurtz            | chemik                     | NE03      | Badania związków organicznych, syntezy amin                                                             |         |
| Le Verrier        | Urbain Le Verrier                | astronom                   | NE04      | Matematyczne odkrycie Neptuna                                                                           |         |
| Perdonnet         | Albert Auguste Perdonnet         | inżynier                   | NE05      | Konstrukcje kolejowe                                                                                    |         |
| Delambre          | Jean Baptiste Joseph Delambre    | astronom                   | NE06      | Obliczenie długości południków                                                                          |         |
| Malus             | Étienne Louis Malus              | fizyk                      | NE07      | Prace nad światłem                                                                                      |         |
| Breguet           | Louis Breguet                    | fizyk, inżynier, wynalazca | NE08      | Budowa cewki indukcyjnej                                                                                |         |
| Polonceau         | Camille Polonceau                | inżynier                   | NE09      | Prace nad konstrukcjami budowlanymi                                                                     |         |
| Dumas             | Jean-Baptiste Dumas              | chemik                     | NE10      | Sformułowanie zasad chemii ogólnej                                                                      |         |
| Clapeyron         | Benoît Clapeyron                 | inżynier                   | NE11      | Sformułowanie drugiej zasady termodynamiki, równania stanu gazu idealnego                               |         |
| Borda             | Jean-Charles de Borda            | matematyk                  | NE12      | Propozycja metra jako jednostki długości                                                                |         |
| Fourier           | Jean Baptiste Joseph Fourier     | matematyk                  | NE13      | Szereg Fouriera, transformacja Fouriera, prawo rozchodzenia się ciepła                                  |         |
| Bichat            | Marie François Xavier Bichat     | anatom, inżynier, fizjolog | NE14      | "Ojciec" współczesnej histologii                                                                        |         |
| Sauvage           | Louis Frédéric Sauvage           | inżynier                   | NE15      | Wynalazca śruby okrętowej                                                                               |         |
| Pelouze           | Théophile-Jules Pelouze          | chemik                     | NE16      | Badania z zakresu chemii ogólnej                                                                        |         |
| Carnot            | Lazare Nicolas Marguerite Carnot | matematyk                  | NE17      | Badania nad rachunkiem różniczkowym i całkowym, prace dotyczące geometrii, twórca twierdzenia cosinusów |         |
| Lamé              | Gabriel Lamé                     | matematyk                  | NE18      | Sformułowanie teorii równań w geometrii różniczkowej                                                    |         |